# Ледины (Тверская область)
Ледины — деревня в Удомельском городском округе Тверской области.

## География
Деревня находится в северной части Тверской области на расстоянии приблизительно 26 км на север по прямой от железнодорожного вокзала города Удомля.

## История
Деревня известна с 1776 года. Здесь было учтено дворов (хозяйств) 7 (1859 год), 25 (1886), 30 (1911), 28 (1958), 8 (1986), 5 (1991), 5 (1999). В советский период истории здесь действовали колхозы «Ледины», «Новый Дор», им. Коминтерна и совхоз «Прогресс». До 2015 года входила в состав Котлованского сельского поселения до упразднения последнего. С 2015 года в составе Удомельского городского округа.

## Население
Численность населения: 67 (1859 год), 154 (1886), 180 (1911), 74 (1958), 13 (1986), 8 (1991), 8 (1999), 10 (русские 100 %) в 2002 году, 8 в 2010.